# 近接作用
近接作用（きんせつさよう）あるいは近接作用論とは、物体というのはそれが触れているものの影響のみを受けている、とする描像・とらえ方・仮説である。対となる概念に遠隔作用（論）がある。

## 概要
近接作用論、というのは、物体が受けている作用や力というのは、物体の直近の"何か"（※）の影響によるものである、とする描像、仮説である（※　その"何か"については、科学の歴史において、また分野ごとに様々なものが提唱された（例えば、古代からエーテルといった元素が提唱されたり、ヨーロッパ中世でもエーテルが提唱され、現代では<<場>>が提唱されている）。
たとえばデカルトの渦動論も近接作用論であり、現代物理学の諸理論のひとつの「場の理論」も近接作用論である。
近接作用論を採用すると、たとえば現代風に言うと「力の伝播は媒質に対する局所的な相互作用によってなされる」と考えることができ「その伝播速度には上限が存在しうる」とも考えることができる。近接作用論という考え方を採用すれば、たとえば「電磁気力は<<場>>の（近接的な）作用によって起きており、その<<場>>の最大伝播速度は光速に等しく、それを越えはしない」などと考えることができるわけである。
物体間の相互作用を近接作用論によって説明する場合、物体に直接作用する「何か」を新たな概念として、具体的な名称（名前）を設定しつつ、論（理論体系）の中に組み込まなければならない。たとえば物理学者は、電磁気学を構築するにあたり、電気力や磁気力を伝えるものとして電場と磁場、あるいはこれらを統合した<<電磁場>>という概念を登場させた。

## 電気力線と磁気力線
遠隔作用論的な描像と近接作用論的な描像の仲立ちをする概念として、電気力に対しては電気力線が、磁気力に対しては磁力線が考案されている。電気力線と磁気力線はマイケル・ファラデーによるもので、ジェームズ・クラーク・マクスウェルはファラデーの考えを元に電磁場の数理モデルを与えた。マクスウェルの電磁気学理論は今日マクスウェル方程式と呼ばれる方程式系に集約されている。

## 媒質
電磁気力や重力を伝える媒質として古くはエーテルという架空の物質の存在が仮定されていたが、最終的にはアルベルト・アインシュタインの特殊相対性理論によって、それらの力の伝播は「場の性質」あるいは言い換えると「空間そのものの性質によるもの」と考えられるようになった。

## 重力
アイザック・ニュートンは自身が発見した万有引力について、最終的に遠隔作用による力として説明した。近接作用論による重力の説明は、ルネ・デカルトやクリスティアーン・ホイヘンスらによっても試みられていたが、これらは失敗に終わっている。
マクスウェルによって近接作用論的な電磁気学が完成すると、それまでの遠隔作用を基礎とするニュートン力学と電磁気学の間の齟齬が認識されるようになった。遠隔作用論的な重力の描像に対する不満から、アルベルト・アインシュタインによって一般相対性理論が提案され、古典的な重力を近接作用論によって理解できるようになった。一般相対性理論を採用すると、ニュートンがプリンキピアで言及した遠隔作用説は重力の根本原理の説明としては誤りで、あくまでニュートンの万有引力の法則は、（重力場の変化の伝搬の速度の上限があることによる、遅れの発生が無視されてしまっており）宇宙スケールとしては比較的近い距離において近似的に、あたかも成り立っているように見えているにすぎない、と現代の物理学者には理解されうる。